# 후루이치역 (오사카부)
후루이치역(일본어: 古市駅)은 일본 오사카부 하비키노시에 위치한 긴키 닛폰 철도의 철도역이다. 긴테쓰 미나미오사카 선의 소속역이며, 이 역을 기.종점으로 하는 긴테쓰 나가노 선등 2개의 노선이 운행 중이다. 역 번호의 경우 미나미오사카 선은 F 16, 나가노 선은 O 16이며, 섬식 승강장 2면 4선 구조를 갖춘 지상역이다.

## 타는 곳
| 1 · 2 | F 미나미오사카 선 | 하행 | 가시하라진구마에 · 요시노 방면                                   |
| 1 · 2 | O 나가노 선       | -    | 돈다바야시 · 가와치나가노 방면                                   |
| 3 · 4 | F 미나미오사카 선 | 상행 | 오사카아베노바시 방면 및 돈다바야시 · 가와치나가노 방면 (임시만) |

## 이용 현황
| 연도별 1일 평균 하차 승차 인원 | 연도별 1일 평균 하차 승차 인원 | 연도별 1일 평균 하차 승차 인원 | 연도별 1일 평균 하차 승차 인원 |
| 연도                           | 특정일                         | 특정일                         | 특정일                         |
| 연도                           | 조사일                         | 하차 인원                      | 승차 인원                      |
| ------------------------------ | ------------------------------ | ------------------------------ | ------------------------------ |
| 2000년                         | 11/7                           | 25,743                         | 12,731                         |
| 2001년                         | -                              | -                              | -                              |
| 2002년                         | -                              | -                              | -                              |
| 2003년                         | 11/11                          | 23,537                         | 11,815                         |
| 2004년                         | -                              | -                              | -                              |
| 2005년                         | 11/8                           | 23,386                         | 11,740                         |
| 2006년                         | -                              | -                              | -                              |
| 2007년                         | -                              | -                              | -                              |
| 2008년                         | 11/18                          | 21,725                         | 10,886                         |
| 2009년                         | -                              | -                              | -                              |
| 2010년                         | 11/9                           | 20,995                         | 10,540                         |
| 2011년                         | -                              | -                              | -                              |
| 2012년                         | 11/13                          | 20,189                         | 10,204                         |
| 2013년                         | -                              | -                              | -                              |
| 2014년                         | -                              | -                              | -                              |
| 2015년                         | 11/10                          | 21,039                         | 10,419                         |

## 역 주변
- 긴키 닛폰 철도 후루이치 검차고 후루이치 차고
- 하비키노 시청
- 하비키노 시 시민회관
- 하비키노 시립 후루이치 도서관
- 시라토리 신사

## 인접 역
| 긴키 닛폰 철도 F 미나미오사카 선           | 긴키 닛폰 철도 F 미나미오사카 선 | 긴키 닛폰 철도 F 미나미오사카 선     |
| ------------------------------------------ | -------------------------------- | ------------------------------------ |
| F01 오사카아베노바시 오사카아베노바시 방면 | ■ 급행 · ■ 구간급행              | 샤쿠도 F23 가시하라진구마에 방면     |
| F15 도묘지 오사카아베노바시 방면           | ■ 준특급 · ■ 보통                | 고마가타니 F17 가시하라진구마에 방면 |
| 긴키 닛폰 철도 O 나가노 선                 |                                  |                                      |
| 시·종착역                                  | ■ 급행                           | 기시 O17 가와치나가노 방면           |
| 시·종착역                                  | ■ 준특급 · ■ 보통                | 기시 O17 가와치나가노 방면           |